# 白仁鉄
白 仁鉄（ペク・インチョル、朝鮮語: 백인철、英語: In Chul Baek、1961年12月20日 - ）は、大韓民国の元プロボクサー。元WBA世界スーパーミドル級王者。元OPBF東洋太平洋スーパーウェルター級王座。元OPBF東洋太平洋ミドル級王座。
デビュー以来、初黒星を喫するまで全KO勝ち（26戦26勝26KO）を収めた。これは、アジア＆オセアニア記録となっている。

## 来歴
全羅南道高興郡出身。
1980年5月9日、プロデビュー。
1981年12月27日、OPBF東洋スーパーウェルター級王座決定戦で李商虎（大韓民国）と対戦し、12回KO勝ちで王座を獲得した。
1982年3月21日、宮田賢二（日本、ヨネクラジム）とノンタイトルマッチで対戦し、9回KO勝ち。
1982年6月13日、堀畑道弘（日本、協栄山神ジム）と対戦し、2回KO勝ちで2度目の防衛に成功した。
1982年10月23日、新井容日（日本、大星ジム）と対戦し、10回KO勝ちで3度目の防衛に成功した。
1983年3月27日、金宗縞（大韓民国）と対戦し、7回KO勝ちで5度目の防衛に成功。デビュー以来、26連続KO勝ちを記録した。
1983年5月20日、ショーン・マニオン（アイルランド）とノンタイトルマッチで対戦し、判定負け。キャリア初黒星となった。
1983年7月10日、新井容日と再戦し、5回KO勝ちで6度目の防衛に成功した。
1984年3月24日、マイク・デ・グスマン（アメリカ合衆国）と対戦し、3回KO勝ちで7度目の防衛に成功した。
1984年7月、王座を剥奪され、7月23日に改めてOPBF東洋スーパーウェルター級王座決定戦に出場。アルバート・パパイモ（インドネシア）と対戦し、4回KO勝ちで王座に返り咲いた。同王座は6度の防衛に成功した。
1987年11月21日、WBA世界スーパーウェルター級王座決定戦でジュリアン・ジャクソン（アメリカ合衆国）と対戦し、3回TKO負けで世界王座獲得ならず。
1988年4月17日、階級を上げOPBF東洋太平洋ミドル級王座決定戦でウディアナ（インドネシア）と対戦し、2回KO勝ちで王座を獲得した。同王座は1度の防衛に成功した。
1988年12月22日、元WBA・IBF世界スーパーミドル級王者朴鐘八（大韓民国）とノンタイトルマッチで対戦し、8回KO勝ち。
1989年5月28日、WBA世界スーパーミドル級王者フルヘンシオ・オベルメヒアス（ベネズエラ）に挑戦し、11回KO勝ちで世界王座を獲得した。
1990年1月13日、田島吉秋（日本、ベル協栄ジム）と対戦し、7回終了時に棄権TKO勝ちで2度目の防衛に成功した。この試合で右拳を負傷した。
1990年3月30日、3度目の防衛戦でクリストフ・ティオゾ（フランス）と対戦し、6回TKO負けで王座から陥落した。この試合を最後に引退した。

## 獲得タイトル

### 地域タイトル
- 第12代OPBF東洋太平洋スーパーウェルター級王座（防衛7=剥奪）
- 第13代OPBF東洋太平洋スーパーウェルター級王座（防衛6=剥奪）
- 第28代OPBF東洋太平洋ミドル級王座（防衛1=返上）

### 世界タイトル
- WBA世界スーパーミドル級王座(防衛2)